# Blestemul Nobilului Foul
Blestemul Nobilului Foul (1977) (titlu original Lord Foul's Bane) este prima carte a celei dintâi trilogii din seria fantasy Cronicile lui Thomas Covenant, Necredinciosul scrisă de Stephen R. Donaldson. Este urmată de The Illearth War.  

## Intriga
Thomas Covenant este un tânăr autor de best-seller, a cărui soție și copil îl părăsesc când află că e bolnav de lepră, boală care îl face să își piardă două degete de la mâna dreaptă. Tratat într-o leprozerie și trimis acasă, Covenant este exclus de către societate. Într-una dintre rarele călătorii în oraș, este acostat de un cerșetor care face niște predicții sumbre, refuzând pomana și verigheta de aur alb pe care i le oferă. Puțin mai târziu, Covenant este lovit de o mașină a poliției, pierzându-și cunoștința. 
Când se trezește, descoperă că se află într-o lume fantastică, numită Tărâmul. Cel care l-a adus acolo, trogloditul Drool Vierme de Piatră, se află în slujba Nobilului Foul, care îl trimite pe Covenant cu un mesaj către Nobilii Tărâmului. Nobilul Foul amenință cu distrugerea Tărâmului în cazul în care Toiagul Legii nu este recuperat din mâinile lui Drool Vierme de Piatră.
Covenant descoperă că în acel loc lepra dispare, sub acțiunea vindecătoare a unei argile de leac. Ajuns în Mithil Stonedown, află că este considerat un vechi erou, Berek Jumătate-de-Mână, care a revenit pentru a salva Tărâmul cu ajutorul verighetei din aur alb. Convins că tot ceea ce trăiește este doar un vis, Covenant își ia supranumele Necredinciosul. Atiaran, o femeie din Mithil Stonedown, își oferă serviciile de a-l ajuta să ducă mesajul care ar putea salva Tărâmul, în ciuda faptului că, cuprins de un acces de nebunie, el îi violează fata.
Condus de Atiaran, Thomas face cunoștință cu Popasurile îngrijite de waynhimi, în care călătorii pot găsi mâncare și se pot odihni. Cerând adăpost în Woodhelven Înalt, Covenant este întâmpinat cu neîncredere, fiind considerat un trimis al răului, dar trece testele la care este supus. În continuarea călătoriei, Necredinciosul participă la Sărbătoarea Primăverii, unde se divedește incapabil de a salva Duhurile, lucru pentru care este acuzat de Atiaran. Femeia îl predă în grija unui uriaș, Lup de Mare Navigatorul Spumei, care îl va duce mai departe cu ambarcațiunea lui până la destinație.
Covenant transmite mesajul Nobilului Foul. În ciuda pericolului evident, Nobilii decid să nu pornească un război, ci să trimită patru dintre ei, împreună cu un grup de războinici pentru a se infiltra în bârlogul lui Drool din Muntele Tunetului, într-o Căutare a Toiagului Legii. 
Condus de Înaltul Nobil Prothall și însoțit de Gardienii Sângelui (oameni care nu mor de moarte naturală și nu dorm niciodată), grupul pornește spre est. Covenant îl însoțește în speranța că găsirea Toiagului Legii îl va ajuta într-un fel să revină în lumea pe care el o coisideră reală. Confruntându-se cu armatele de troglodiți și demoni-abjecți trimise de Drool, grupul va ajunge la resturile fumegânde ale lui Woodhelven Înalt, apoi va primi ajutorul ranyhynilor, cai sălbatici, liberi și inteligenți din Câmpiile lui Ra, precum și a ramenilor, trib care îi slujește pe ranyhyni.
În cele din urmă, cu prețul multor victime, Nobilii reușesc să intre în Muntele Tunetului și să ia Toiagul Legii, aducând o pace temporară în Tărâm. Covenant îl distruge pe Drool Vierme de Piatră, folosindu-și verigheta de aur alb pentru a chema Leii de Foc, creaturi de lavă, deși nu înțelege pe deplin forța pe care o are și nici nu o poate controla.
Odată ce creatura care l-a adus în Tărâm a murit, Covenant revine în lumea din care plecase, unde se trezește pe patul de spital, suferind în continuare de lepră.

### Capitolele cărții
| - 1 - Băiatul de aur - 2 - „Nu poți spera” - 3 - Invitație la trădare - 4 - Postul de Veghe al lui Kevin - 5 - Mithil Stonedown - 6 - Legenda lui Berek Jumătate-de-Mână - 7 - Lena - 8 - Dimineața mesajului - 9 - Jehannum - 10 - Sărbătoarea Primăverii - 11 - Cei Fără Casă - 12 - Piatra Sărbătorii - 13 - Vecerniile | - 14 - Consiliul Nobililor - 15 - Marea Provocare - 16 - Ținutul însângerat - 17 - Sfârșitul în foc - 18 - Câmpiile lui Ra - 19 - Alegerea Prințului Inelului - 20 - O problemă de speranță - 21 - Pasul Trădătorului - 22 - Catacombele Muntelui Tunetului - 23 - Kiril Threndor - 24 - Chemarea Leilor - 25 - Supraviețuitorul |

## Lista personajelor
- Thomas Covenant - un scriitor de succes a cărui viață profesională și personală este dată peste cap de lepră. Periodic, este chemat într-o lume fanastică numită Tărâmul, unde este considerat întruparea unui Nobil legendar, Berek Jumătate-de-Mână, revenit pentru a salva Tărâmul de Nobilul Foul. Deoarece nu crede că acest Tărâm este real ci îl consideră o plăsmuire a imaginației sale, Covenant primește supranumele Necredinciosul
- Lena - locuitoare a satului de piatră Mithil Stonedown, fiica lui Atiaran și a lui Trell, este îndrăgostită de Thomas Covenant și este iubită, la rândul ei, de Triock
- Atiaran - locuitoare a satului de piatră Mithil Stonedown, mama Lenei
- Lup de Mare Navigatorul Spumei - uriaș, prieten al lui Thomas Covenant
- Triock - locuitor al satului de piatră Mithil Stonedown care a jurat să se ghideze în viață după preceptele păcii, fiul lui Thuler
- Garth - conducător al Oștii din Cetatea Nobilă
- Bannor - Gardian al Sângelui
- Prothal - Înalt Nobil, fiul lui Dwillian
- Variol Vizionarul - Nobil, fiul lui Pentil și soțul Tamatanthei
- Tamatanhta - Nobilă, fiica Enestei și soția lui Variol
- Scrijelitorul în Carne - uriaș proroc delirant, numit și Jehannum sau moksha
- Drool Vierme de Piatră - troglodit, ulterior devenit conducător al troglodiților, cel care a găsit Toiagul Legii
- Foul - dușmanul Tărâmului

## Opinii critice
Fantasy Book Review consideră romanul "o operă foarte complexă care nu poate fi citită fără atenție și concentrare maximă. Este o fantezie pentru adulți și, astfel, cititorului îi poate fi necesară o perioadă de timp pentru a se acomoda cu ea. Efortul este răsplătit pe măsură.". La rândul său, Solar Fire este de părere că "în ciuda minusurilor, este o operă de căpătâi a genului fantasy și una dintre cele care arată că genul înseamnă mai mult decât variațiuni pe temele lui Tolkien.".
RPG.net, pe de altă parte, nu vede în carte decât un roman ca oricare altul al genului: "Primești în punctul A o însărcinare de a merge la punctul B. Pe drum, întâlnești niște aliați. Ajungi în B, mai întâlnești niște aliați, primești Adevărata Misiune și călătorești spre punctul X pentru a lua Y de la Z. Este o călătorie printr-o lume fantastică mai curând plictisitoare, văzută prin ochii unei persoane mai degrabă dezagreabile.".
Romanul a fost câștigat premiul British Fantasy Society în 1979 și a fost nominalizat la premiul World Fantasy în 1978.